# The Collapse
The Collapse (im Original L'Effondrement) ist eine französische Endzeitminiserie aus dem Jahr 2019, die, im Auftrage des Pay-TV-Senders Canal+, vom Kollektiv Les Parasites, bestehend aus Guillaume Desjardins, Jérémy Bernard und Bastien Ughetto kreiert, geschrieben und realisiert wurde. Die deutschsprachige Erstveröffentlichung erfolgte am 16. Juli 2020 durch den Streaminganbieter Joyn.

## Handlung
Diese Serie begleitet einzelnen Personen oder Gruppen zu unterschiedlichen Zeiten und an unterschiedlichen Orten, während sie mit unterschiedlichen Mitteln versuchen, in einer Welt, die im Begriff ist zusammenzubrechen, zu überleben.
Während der gesamten Serie bleiben die  genauen Ursachen für den Beginn des gesellschaftlichen Zusammenbruchs im Dunkeln. In den einzelnen Folgen werden, zu unterschiedlichen Zeitpunkten nach dem Zusammenbruch, die Reaktionen der verschiedenen Charaktere gezeigt. Die Protagonisten kämpfen mit den Folgen von Lebensmittelmangel in Supermärkten, mit flächendeckenden Stromausfällen und havarierenden Atomkraftwerken, diese Ereignisse führen zu Diebstählen, dem Schusswaffengebrauch und ähnlichem. Neben dem Überleben werden aber auch positive Beispiele gezeigt, also wie gemeinschaftliches Überleben stattfinden kann.

## Produktion
Bei der Produktion von The Collapse wurde auf eine umweltfreundliche Produktion wert gelegt. Außerdem ist die Serie so produziert, dass jede Folge ohne Schnitt auskommt (One-Shot-Video). Entsprechend aufwändig war die Produktion und das Schreiben der Drehbücher. Insgesamt stand ein Budget von 2 Millionen Euro zur Verfügung.

## Besetzung und Synchronisation
Die deutsche Synchronisation entstand nach dem Dialogbuch und unter Dialogregie von Mark Kuhn durch die Synchronfirma Violetmedia in München.
| Figur             | Darsteller               | Rollenbeschreibung                          | Synchronsprecher | Erscheinen |
| ----------------- | ------------------------ | ------------------------------------------- | ---------------- | ---------- |
| Omar              | Bellamine Abdelmalek     | Supermarktangestellter und Freund von Julia | Felix Mayer      | 1.01       |
| Julia             | Roxane Bret              | Freundin von Omar                           | Kerstin Dietrich | 1.01, 1.04 |
|                   | Jules Dousset            | Moderator von On en aura parlé              |                  | 1.01, 1.08 |
| Marianne          | Christelle Cornil        | Frau von Christophe                         |                  | 1.02, 1.06 |
| Christophe        | Philippe Rebbot          | Mann von Marianne                           |                  | 1.02, 1.06 |
| Stéphane          | Stéphane Malassagne      |                                             | Grischa Olbrich  | 1.02, 1.04 |
| Laurent Desmarest | Thibault de Montalembert | wohlhabender Geschäftsmann                  |                  | 1.03       |
| Pascal            | Michaël Abiteboul        | Chauffeur von Laurent Desmarest             | Peter Lehn       | 1.03       |
| Karine            | Audrey Fleurot           |                                             |                  | 1.04       |
| Amine             | Samir Guesmi             | Mitarbeiter des Atomkraftwerks              |                  | 1.05       |
| Marco             | Bastien Ughetto          | Altenpfleger                                |                  | 1.06       |
|                   | Catherine Salviat        | Bewohnerin im Altenheim                     |                  | 1.06       |
| Sofia Desmarest   | Lubna Azabal             | Ministerin                                  |                  | 1.07, 1.08 |
| Jacques Hombla    | Yannick Choirat          | Agraringenieur                              |                  | 1.08       |

## Ausstrahlung
Die Erststrahlung fand, beginnend am 11. November 2019 auf dem französischen Pay-TV-Sender Canal+ statt, die letzte Folge wurde am 2. Dezember 2019 gesendet. Außerdem wurden alle Folgen im französischen Original auf YouTube veröffentlicht. Die deutschsprachige Erstveröffentlichung erfolgte als kostenfreies Streamingangebot von Joyn.
| Nr. | Deutscher Titel   | Originaltitel         | Erstausstrahlung Frankreich | Deutschsprachige Erstausstrahlung (Joyn) | Zeitliche Einordnung                                 |
| --- | ----------------- | --------------------- | --------------------------- | ---------------------------------------- | ---------------------------------------------------- |
| 1   | Der Supermarkt    | Le supermarché        | 11. Nov. 2019               | 16. Juli 2020                            | Zwei Tage nach dem gesellschaftlichen Zusammenbruch  |
| 2   | Die Tankstelle    | La station-service    | 11. Nov. 2019               | 16. Juli 2020                            | Fünf Tage nach dem gesellschaftlichen Zusammenbruch  |
| 3   | Der Flugplatz     | L'aérodrome           | 18. Nov. 2019               | 16. Juli 2020                            | Sechs Tage nach dem gesellschaftlichen Zusammenbruch |
| 4   | Der Weiler        | Le hameau             | 18. Nov. 2019               | 16. Juli 2020                            | 25 Tage nach dem gesellschaftlichen Zusammenbruch    |
| 5   | Das Atomkraftwerk | La centrale           | 25. Nov. 2019               | 16. Juli 2020                            | 45 Tage nach dem gesellschaftlichen Zusammenbruch    |
| 6   | Das Altersheim    | La maison de retraite | 25. Nov. 2019               | 16. Juli 2020                            | 50 Tage nach dem gesellschaftlichen Zusammenbruch    |
| 7   | Die Insel         | L'île                 | 2. Dez. 2019                | 16. Juli 2020                            | 170 Tage nach dem gesellschaftlichen Zusammenbruch   |
| 8   | Die Live-Sendung  | L'émission            | 2. Dez. 2019                | 16. Juli 2020                            | Fünf Tage vor dem gesellschaftlichen Zusammenbruch   |

## Rezeptionen
Die Ähnlichkeiten mit einigen Ereignissen, die wir gerade erlebt haben, sind erschreckend, schreibt Besay García Benítez auf El Espoiler, dies macht The Collapse aus ihrer Sicht die besten Serie, zu einem Zeitpunkt, an dem die Zukunft der Gesellschaft aufgrund der Folgen von COVID-19 absolut unbekannt sei.
Erzählformate wie in The Collapse sind seltene Versuche im französischen Fernsehen. Die Serie ist eine echte filmische Attraktion, die auch Risiken eingeht und erfolgreich zeigt, dass Schreiben und Regie Hand in Hand gehen können. Außerdem sei sie ein weiterer Beweis dafür, dass der Wettbewerb zwischen den verschiedenen Plattformen keine schlechte Sache für Filmschaffende sei. Der Wettbewerb ermutigt die Rundfunkanstalten, sich an junge Entwickler zu wenden, schreibt Hadrien Salducci in Le Blog du cinema.
Die Zuschauerwertungen sind ebenfalls eher positiv, in der französischsprachigen Datenbank AlloCiné vergaben circa 930 Zuschauer eine Wertung von vier von fünf möglichen Sternen, in der Internet Movie Database bewerteten knapp 700 Zuschauer die Serie mit 7,9 von 10 Sternen.